# Ga Jieitai-Mae
Ga Jieitai-Mae (自衛隊前駅) là ga tàu điện ngầm ở Minami, Sapporo, Hokkaidō, Nhật Bản. Nhà ga được đánh số N15. Đây là một trong số bốn nhà ga nằm trên mặt đất của hệ thống tàu điện ngầm đô thị Sapporo (tất cả đều là ga cuối nằm ở phía nam của Tuyến Namboku).

## Bố trí ga
| Sân ga                            | Sân ga cạnh, cửa sẽ mở ở bên trái                     | Sân ga cạnh, cửa sẽ mở ở bên trái |
| Sân ga 1                          | Tuyến Namboku đi N16 Makomanai (Hướng đi Makomanai) → |                                   |
| Sân ga 2                          | ← Tuyến Namboku đi N14 Sumikawa (Hướng đi Asabu)      |                                   |
| Sân ga cạnh, cửa sẽ mở ở bên trái |                                                       |                                   |
| G                                 | Mặt đất                                               | Lối vào/Lối ra                    |

## Lịch sử
Nhà ga mở cửa vào ngày 16 tháng 12 năm 1971 cùng với thời điểm khai trương Tuyến Namboku từ Ga Makomanai đến Ga Kita-Nijūyo-Jō.

## Xung quanh nhà ga
- JGSDF, Trại Makomanai
- Bảo tàng Giao thông vận tải Sapporo
- Học viện kinh doanh Sapporo
- Cửa hàng Tokou, Jieitai-mae
- Bưu điện Sapporo Sumikawa
- Núi Kobiki